# Trigonidium parinervis
Trigonidium parinervis är en insektsart som först beskrevs av Lucien Chopard 1925.  Trigonidium parinervis ingår i släktet Trigonidium och familjen syrsor.

## Underarter
Arten delas in i följande underarter:
- T. p. ornata
- T. p. parinervis